# Fecskefarkú gyurgyalag
A fecskefarkú gyurgyalag (Merops hirundineus) a madarak osztályának a szalakótaalakúak (Coraciiformes) rendjéhez, ezen belül a gyurgyalagfélék (Meropidae) családjához tartozó faj.

## Rendszerezése
A fajt Anton August Heinrich Lichtenstein német zoológus írta le 1793-ban.

## Alfajai
- Merops hirundineus chrysolaimus Jardine & Selby, 1830
- Merops hirundineus furcatus Stanley, 1814
- Merops hirundineus heuglini (Neumann, 1906)
- Merops hirundineus hirundineus A. A. H. Lichtenstein, 1793[2]

## Előfordulása
Afrikában, a Szaharától délre eső területeken honos. Természetes élőhelyei a szubtrópusi és trópusi száraz erdők, szavannák, legelők és cserjések. Részben vándorló. 

## Megjelenése
Testhossza 23 centiméter, testtömege 18–29 gramm. Kék farka a fecskékhez hasonló.
|  |

## Életmódja
Rovarokkal, többnyire méhekkel táplálkozik.

## Természetvédelmi helyzete
Az elterjedési területe rendkívül nagy, egyedszáma pedig stabil. A Természetvédelmi Világszövetség Vörös listáján nem fenyegetett fajként szerepel.